# Maurizio Puddu
Maurizio Puddu (Torino, 27 dicembre 1931 – Torino, 21 maggio 2007) è stato un funzionario, politico e attivista italiano ferito in un attentato terroristico dalle Brigate Rosse, fondatore dell'Associazione italiana vittime del terrorismo.

## Biografia
Laureatosi in Scienze politiche all'Università degli Studi di Trieste, inizia la carriera nel Ministero di Grazia e Giustizia arrivando a conseguire la carica di giudice tributario. Sul piano dell'attività politica diventa vicepresidente del gruppo della DC nel Consiglio comunale di Torino e consigliere della Provincia di Torino dal 1970 al 1985 sempre per la DC.

### L'attentato
La sera del 13 luglio 1977, mentre tornava a casa dopo una riunione politica, fu colpito da quattordici proiettili, di cui sette all'addome, in un agguato compiuto da tre persone: Nadia Ponti, Lorenzo Betassa e Dante Di Blasi, operaio della Fiat.
L'attentato viene successivamente rivendicato dalle Brigate Rosse.
Con la stessa pistola Nagant usata nell'agguato, qualche mese dopo, sarà ucciso Carlo Casalegno.Puddu, colpito nell'arteria femorale, venne salvato dalla morte per emorragia, grazie al pronto intervento di un medico dentista che abitava nelle vicinanze.
Questo attentato seguiva a pochi mesi di distanza l'omicidio di Fulvio Croce, presidente dell'Ordine degli avvocati di Torino e difensore d'ufficio del nucleo storico brigatista sotto processo nel capoluogo piemontese e quello di Giuseppe Ciotta, semplice brigadiere di P.S. Il relativamente basso profilo politico delle vittime designate, fece un'enorme impressione perché, di fatto, ciò indicava un "salto di qualità" nella individuazione dei "bersagli politici" da colpire da parte delle Brigate Rosse.

### Attività a difesa delle vittime del terrorismo
Dopo l'attentato Maurizio Puddu partecipò a varie assemblee e manifestazioni contro il terrorismo, dove non risparmiò critiche ed accuse al mondo politico che, secondo lui, non si interessava abbastanza alle problematiche delle vittime del terrorismo.
Abbandonata quindi la carriera politica, si attivò nella difesa dei diritti delle vittime del terrorismo partecipando a vari incontri internazionali, tra cui il primo convegno europeo sul terrorismo a Parigi il 24 settembre 1987 e fondando infine nel 1985 l'Associazione Italiana Vittime del Terrorismo che presiedette per 22 anni.
In tale carica sostenne sempre una linea che chiedeva una maggiore attenzione alle vittime del terrorismo, specialmente se confrontata con quella dimostrata verso gli ex terroristi ed un diverso atteggiamento dello Stato italiano nei riguardi delle vittime e dei loro familiari.
(Terrorismo, scontro sulla pacificazione Repubblica, 20 dicembre 2006)
(Intervista a la Repubblica, Marzo 2007)